# Acidogenese

Übersicht über die anaerobe Verwertung von polymeren Substraten und Lipiden

Die Acidogenese stellt neben der Hydrolyse, der Acetogenese und der Methanogenese einen Schritt der Gärung in einem fakultativ anaeroben Abbauprozess dar. Sie läuft gleichzeitig mit der Hydrolyse ab, und bei dieser unspezifischen Säurebildung werden die monomeren Interdukte der Hydrolyse einerseits in niedere Fett-/Carbonsäuren, wie z. B. Butter-, Propion- und Essigsäure, andererseits in niedere Alkohole, wie z. B. Ethanol, umgesetzt. Bei diesem Umsetzungsschritt verzeichnen die fakultativ anaeroben Mikroorganismen erstmals einen Energiegewinn und es werden bei dieser Umsetzung bereits bis zu 20 % des Gesamtanteils an Essigsäure gebildet.